# Ramona Martínez
Ramona Martínez (Paraguai, s. XIX) va ser una esclava i heroïna paraguaiana a la Guerra de la Triple Aliança.
Va ser una esclava comprada per a la casa del mariscal Francisco Solano López i d'Eliza Lynch, una de les darreres persones nascudes amb aquesta condició abans de la coneguda «llei de ventres», que prevenia que els nens nascuts d'esclaus també ho fossin. És considerada l'heroïna de la batalla d'Itá Ybaté (1868), durant la Guerra de la Triple Aliança, que va enfrontar el Paraguai contra el Brasil, l'Argentina i l'Uruguai. Explica Juan Crisóstomo Centurión a les seves Memòries que aquesta noia, que alguns diuen que tenia 15 anys i altres 22, va estar present a la batalla, va veure caure al militar major Francisco Ozuma i va decidir llançar-se contra l'enemic agafant un sabre, va arengar als soldats i ferits allà presents, que es van incorporar per lluitar al seu costat, i va aconseguir detenir l'avenç dels brasilers.
Una escola d'Itá Ybaté porta el seu nom.